# Scipionenprozesse
Die Scipionenprozesse waren Angriffe auf Publius Cornelius Scipio Africanus und seinen jüngeren Bruder Lucius Cornelius Scipio Asiaticus vor dem Senat. Unklar ist, ob nur einmal 187 v. Chr. gegen sie Anklage erhoben wurde oder 187 v. Chr. Scipio Asiaticus und 184 v. Chr. Scipio Africanus der Prozess gemacht wurde. Die Angriffe auf die Scipionen gingen von zwei Volkstribunen aus, die vom älteren Cato unterstützt wurden. Ihr Anlass war das Geld, das Scipio Asiaticus vom Seleukiden Antiochos III. erhalten hatte.